# Exceptia
Exceptia är ett släkte av fjärilar. Exceptia ingår i familjen stävmalar.
Kladogram enligt Catalogue of Life:
| Exceptia | \| \| Exceptia hospita \| \| \| \| \| \| Exceptia neopetrella \| \| \| \| |
|          | \| \| Exceptia hospita \| \| \| \| \| \| Exceptia neopetrella \| \| \| \| |
|          | Exceptia hospita                                                          |
|          |                                                                           |
|          | Exceptia neopetrella                                                      |
|          |                                                                           |